# فردينان دو سوسور
فردينان دو سوسير أو فردينان دو سوسور (بالفرنسية: Ferdinand de Saussure) ولد في 26 نوفمبر 1857 وتوفي في 22 فبراير 1913، عالم لغوي سويسري شهير. يعتبر بمثابة الأب للمدرسة البنيوية في علم اللسانيات. فيما عدّه كثير من الباحثين مؤسس علم اللغة الحديث. عُني بدراسة اللغة الهندية، الأوروبية. وقال إن اللغة يجب أن تعتبر ظاهرة اجتماعية. من أشهر آثاره: `بحث في الألسُنيّة العامة` (كتبه بـاللغة الفرنسية ونُشر عام 1916، بعد وفاته) وقد نُقل إلى الـعربية بترجمات متعددة ومتباينة.
فردينان دي سوسور من أشهر علماء اللغة في العصر الحديث، واتجه بفكره نحو دراسة اللغات دراسة وصفية باعتبار اللغة ظاهرة اجتماعية، وكانت اللغات تدرس دراسة تاريخية، وكان السبب في هذا التحول في دراسة اللغة هو اكتشاف اللغة السنسكريتية.
ولد دي سوسور في جنيف، وكان مساهما كبيرا في تطوير العديد من نواحي اللسانيات في القرن العشرين. كان أول من أعتبر اللسانيات كفرع من علم أشمل يدرس الإشارات الصوتية. اقترح دي سوسير تسميته سيميولوجي، ويعرف حاليا بالسيميوتيك أو علم الإشارات.

## السيرة الذاتية
وُلد دي سوسور في جنيف في عام 1857. والده هنري لويس فريديريك دي سوسور، عالم المعادن والحشرات والتصنيف. أظهر سوسور موهبة ملحوظة وقدرة ذهنية كبيرة في سن الرابعة عشرة. في خريف عام 1870، قصد معهد مارتان (المعروف سابقًا باسم معهد ليكولتر حتى عام 1969) في جنيف. عاش هناك مع عائلة زميله، إيلي ديفيد. بعد تخرجه بالمرتبة الأولى على الفصل، توقع سوسور أنه سيواصل دراسته في جمنازيوم جنيف. لكن والده قرر أنه لم يكن ناضجًا كفاية في الرابعة عشرة والنصف من عمره، وأرسله إلى كلية جنيف عوضاً عن ذلك. لم يكن سوسور سعيدًا، تذمر قائلاً: دخلت كلية جنيف، لإضاعة عام كامل. كان إهدارًا لعام كامل. بعد عام من دراسة اللغة اللاتينية والإغريقية والسنسكريتية واتباع مجموعة متنوعة من الدورات في جامعة جنيف، بدأ العمل في الدراسات العليا بجامعة لايبزيغ في عام 1876. بعد عاميين نشر سوسور كتابا بعنوان (أطروحة على نظام الحرف المصوت البدائي في اللغات الهندوأوروبية).
بعد ذلك، درس لمدة عام في جامعة برلين تحت إشراف الأستاذ هينريتش زيمر، الذي درس معه اللغة الكلتية، وهيرمان أولدنبرغ الذي واصل معه دراسته للغة السنسكريتية. عاد إلى لايبزيغ للدفاع عن أطروحة الدكتوراه الخاصة به بعنوان «الاستخدام المبتكر في السنسكريتية» وحصل على الدكتوراه في فبراير 1880. وبعد فترة وجيزة، انتقل إلى جامعة باريس، وحاضر فيها، وألقى محاضرات حول اللغة السنسكريتية والقوطية واللغة الألمانية العليا القديمة وأحيانا مواضيع أخرى.
يعتبر فردينان دي سوسور أحد أكثر اللغويين الذين تُقتبس أقوالهم في العالم، وهو أمر استثنائي لأنه لم ينشر أشياء كثيرة خلال حياته. حتى مقالاته العلمية القليلة ليست خالية من الإشكاليات. على سبيل المثال، نشره عن علم الصوتيات الليتوانية غروسو مودو المأخوذ من الدراسات التي أجراها الباحث الليتواني فريدريش كورشات، الذي سافر معه سوسور عبر ليتوانيا في أغسطس عام 1880 لمدة أسبوعين، والذي كان سوسور قد قرأ كتبه الألمانية.
درس بعض قواعد اللغة الليتوانية الأساسية في لايبزيغ لفصل دراسي واحد لكنه لم يستطع التحدث باللغة، واعتمد على الباحث فريدريش كورشات. من الأمور المشكوك فيها، إلى أي مدى يمكن نسب كتاب المنهج إلى سوسور لوحده. أظهرت الدراسات أن مصدر الإصدار الحالي من الكتاب على الأقل ومحتواه، من المرجح أن يعود إلى المحررين المزعومين تشارلز بالي وألبرت سيشهاي أكثر من سوسور.
درس سوسور في كلية الفنون التطبيقية لمدة 11 عامًا، اختير خلالها فارسًا لجوقة الشرف. عندما عُرض عليه العمل كبروفيسور في جنيف في عام 1892، عاد إلى سويسرا. ألقى سوسور محاضرة عن اللغة السنسكريتية والهندوأوروبية في جامعة جنيف لبقية حياته.
لم يبدأ سوسور بتدريس منهج اللسانيات العام حتى عام 1907، وقدمه ثلاث مرات، وانتهى في صيف عام 1911. توفي في عام 1913 في فوفلونس لو شاتو في فوفي، سويسرا. كان أشقاؤه، اللغوي والإسبرانتي رينيه دي سوسور، وباحث علم الفلك الصيني القديم، ليوبولد دي سوسور. كان ابنه المحلل النفسي ريمون دي سوسور.
حاول سوسور، في أوقات مختلفة في الثمانينيات والتسعينيات من القرن التاسع عشر، كتابة كتاب عن المسائل اللغوية العامة. جُمعت محاضراته حول المبادئ المهمة لوصف اللغة في جنيف بين عامي 1907 و1911، ونشرها تلاميذه بعد وفاته في مجلة كورس اللغوية العامة في عام 1916. نُشرت بعض مخطوطاته، بما في ذلك مقال غير مكتمل اكتشف عام 1996، في كتابات اللغويات العامة، ولكن كانت معظم المواد الموجودة فيه منشورة في الإصدار النقدي لإنغلر من كتاب المنهج، في عامي 1967 و1974.

## أعماله

### «محاضرات في اللسانيات العامة»
نُشر العمل الأكثر تأثيرًا لسوسور، «محاضرات في اللسانيات العامة» (بالفرنسيَّة: Cours de linguistique générale)، بعد وفاته في عام 1916 من قبل طلابه السابقين تشارلز بالي وألبرت سشيهاي، على أساس ملاحظات مأخوذة من محاضراته في جنيف. أصبح كتاب المنهج واحدًا من الأعمال اللغوية الأساسية في القرن العشرين، ليس بسبب محتواه بشكل أساسي (كانت العديد من الأفكار مذكورة في أعمال اللغويين الآخرين في القرن العشرين)، ولكن بسبب النهج المبتكر الذي طبقه سوسور في مناقشة الظواهر اللغوية. مفهومه الرئيسي، هو أنه يمكن تحليل اللغة كنظام رسمي للعناصر التفاضلية، بعيداً عن المنطق الفوضوي للوقت الحقيقي للإنتاج والفهم.

## روابط خارجية
- فردينان دو سوسور على موقع الموسوعة البريطانية (الإنجليزية)